# 트레스패스 (1992년 영화)
트레스패스(Trespass)는 미국에서 제작된 월터 힐 감독의 1992년 액션, 스릴러 영화이다. 빌 팩스톤 등이 주연으로 출연하였고 닐 캔튼 등이 제작에 참여하였다.

## 출연

### 주연
- 빌 팩스톤
- 아이스-티
- 윌리암 새들러
- 아이스 큐브
- 아트 에반스
- 데보라 화이트
- 브루스 A. 영
- 글렌 플러머

### 조연
- 스토니 잭슨
- T.E. 러셀
- 존 톨즈 베이
- 바이런 민스
- 티코 웰스
- 토미 타이니 리스터

## 제작진
- 프로듀서: 마이클 S. 그릭
- 미술: 존 허트먼
- 의상: 댄 무어
- 배역: 루벤 캐논